# Portlandi Mintatár
A Portlandi Mintatár (PPR) a számítógépes programozási szoftverek tervezési mintáinak tárháza. Ehhez kapcsolódott egy weboldal, a WikiWikiWeb, amely a világ első wikije volt. Az adattár az extrém programozásra helyezi a hangsúlyt, és a portlandi (Oregon) Cunningham & Cunningham (C2) üzemelteti. A PPR mottója: "People, Projects & Patterns" (Emberek, projektek és minták).

## Történelem
1987. szeptember 17-én Ward Cunningham programozó, aki akkoriban a Tektronixnál dolgozott, és Kent Beck, az Apple Computer munkatársa közösen publikálták a "Using Pattern Languages for Object-Oriented Programs" című tanulmányt. A szoftvertervezési mintákról szóló tanulmányt Christopher Alexander "minták" elnevezésű építészeti koncepciója ihlette.Az Association for Computing Machinery által szervezett 1987-es OOPSLA programozási konferenciára készült. Cunningham és Beck ötlete népszerűvé vált a programozók körében, mert segített a programozási ötletek könnyen érthető formában történő cseréjében. A Cunningham & Cunningham programozási tanácsadó céget, amely végül a PPR-t az internetes domainjén fogadta, 1991. november 1-jén alapították az oregoni Salemben, és Wardról és feleségéről, Karen R. Cunningham matematikusról, iskolai tanárról és iskolaigazgatóról nevezték el. A Cunningham & Cunningham 1994. október 23-án jegyeztette be internetes domainjét, a c2.com-ot. Ward létrehozta a Portland Pattern Repository-t a c2.com-on, hogy segítse az objektumorientált programozókat abban, hogy számítógépes programozási mintáikat neki elküldve publikálják azokat. E programozók közül néhányan részt vettek az objektumorientált programozással foglalkozó OOPSLA és PLoP konferenciákon, és ötleteiket a PPR-be tették fel. A PPR mellett a c2.com-on található a legelső wiki - olvasók által módosítható weboldalak gyűjteménye -, amely a WikiWikiWeb nevet viseli.